# Baden Cooke

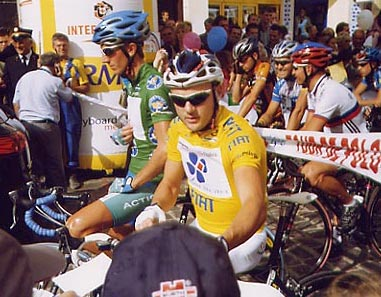
Tijdens de Ronde van Polen in 2005

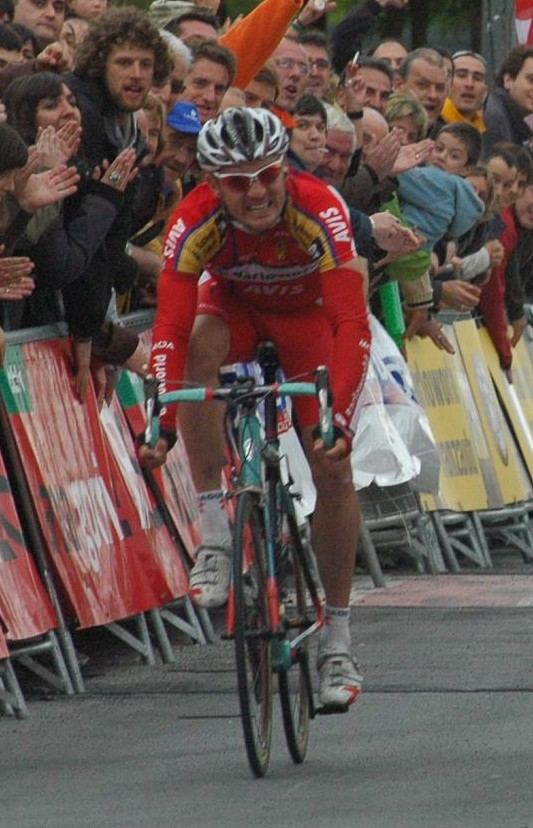
Baden Cooke, uitkomend voor Barloworld, in 2008 (Euskal Bizikleta)

Baden Cooke (Benalla, 12 oktober 1978) is een Australisch voormalig wielrenner. In 2003 won hij de groene trui in de Ronde van Frankrijk.

## Biografie
Cooke begon op 11-jarige leeftijd met fietsen. Hij nam in 2002, 2003, 2004 en 2005 deel aan de Ronde van Frankrijk, namens de Franse wielerploeg La Française des Jeux. Destijds gold Cooke als een topsprinter en in 2003 legde de Australiër als zodanig beslag op de groene trui van het puntenklassement, door in de laatste etappe op de Champs-Elysées zijn landgenoten Robbie McEwen en Stuart O'Grady in de sprint te verslaan. Cooke nam op de valreep de trui over van McEwen. In 2004 werd hij in hetzelfde klassement twaalfde.
Hij behaalde brons op de Gemenebestspelen van 2002. Op Cookes palmares staan verder ook onder meer Dwars door Vlaanderen, de GP La Marseillaise en etappes in de Herald Sun Tour, de Vierdaagse van Duinkerke, de Tour Down Under, de Ronde van Zwitserland en de Ronde van de Middellandse Zee.

## Belangrijkste overwinningen
2002
- Dwars door Vlaanderen
- GP Ouest France
- Eindklassement Herald Sun Tour
- Tro Bro Léon
- Parijs-Corrèze

2003
- Kampioenschap van Vlaanderen-Koolskamp
- 1e en 4e etappe Tour Down Under
- 3e etappe Ronde van de Middellandse Zee
- 9e etappe Ronde van Zwitserland
- 2e etappe Ronde van Frankrijk
- Puntenklassement Ronde van Frankrijk
- Criterium van Peer
- GP Fourmies

2004
- 6e etappe Tour Down Under
- GP La Marseillaise
- 1e en 3e etappe Ronde van de Middellandse Zee
- 2e etappe Driedaagse van De Panne-Koksijde
- Jayco Bay Cycling Classic

2005
- 1e etappe Ronde van Polen

2006
- GP La Marseillaise
- 1e etappe Vredeskoers
- Halle-Ingooigem
- 5e etappe Ronde van het Waalse Gewest

2007
- 3e etappe Tour Down Under
- 2e etappe Ster van Bessèges
- Kampioenschap van Vlaanderen

2008
- 2e etappe Clásica Alcobendas

2010
- 4e etappe Jayco Bay Classic

2012
- 1e etappe Tirreno-Adriatico (ploegentijdrit)

## Resultaten in voornaamste wedstrijden
| Jaar | Ronde van Italië | Ronde van Frankrijk | Ronde van Spanje |
| ---- | ---------------- | ------------------- | ---------------- |
| 2002 |                  | 127e                |                  |
| 2003 |                  | 140e (1)            |                  |
| 2004 |                  | 139e                |                  |
| 2005 | opgave           | 142e                |                  |
| 2006 |                  |                     |                  |
| 2007 |                  |                     |                  |
| 2008 |                  | opgave              |                  |
| 2009 |                  |                     |                  |
| 2010 | opgave           |                     |                  |
| 2011 |                  |                     |                  |
| 2012 |                  | 117e                |                  |
| 2013 |                  |                     | opgave           |

| Jaar | Milaan-San Remo | Gent-Wevelgem | Ronde van Vlaanderen | Parijs-Roubaix | Dwars door Vlaanderen | Parijs-Brussel | E3 Harelbeke |  | WK op de weg |  | Wereldranglijsten |
| ---- | --------------- | ------------- | -------------------- | -------------- | --------------------- | -------------- | ------------ |  | ------------ |  | ----------------- |
| 2002 |                 |               |                      |                | Goud                  | 5e             |              |  | 9e           |  |                   |
| 2003 | 14e             |               | 62e                  |                | ↑                     |                |              |  |              |  |                   |
| 2004 | opgave          |               |                      |                |                       |                |              |  |              |  |                   |
| 2005 | 91e             | 6e            |                      | 46e            | 5e                    |                |              |  | 88e          |  | 118e (UPT)        |
| 2006 |                 | 14e           | 21e                  | 17e            | 43e                   |                | 10e          |  |              |  |                   |
| 2007 |                 | 8e            | 90e                  |                |                       | 4e             | 8e           |  |              |  | 139e (UPT)        |
| 2008 | 18e             | 23e           | 63e                  | 31e            |                       |                |              |  |              |  |                   |
| 2009 |                 |               |                      |                |                       |                |              |  |              |  | 242e (UWK)        |
| 2010 | opgave          | 14e           | opgave               | opgave         | 109e                  |                |              |  | opgave       |  |                   |
| 2011 | 53e             | 10e           | 87e                  | 22e            | 6e                    | 35e            |              |  | 74e          |  | 187e (UWT)        |
| 2012 | 94e             | 157e          | opgave               | opgave         |                       |                | 78e          |  |              |  | 201e (UWT)        |
| 2013 | 124e            |               | 73e                  | opgave         |                       |                |              |  |              |  |                   |

## Ploegen
- 2000-Mercury Cycling Team-Manheim Auctions (vanaf 29/06)
- 2001-Mercury-Viatel
- 2002-La Française des Jeux
- 2003-Fdjeux.com
- 2004-Fdjeux.com
- 2005-La Française des Jeux
- 2006-Unibet.com
- 2007-Unibet.com
- 2008-Team Barloworld
- 2009-Vacansoleil
- 2010-Team Saxo Bank
- 2011-Saxo Bank-Sungard
- 2012-Orica-GreenEdge
- 2013-Orica-GreenEdge